# Patrick Kodjo Topou
Pour les articles homonymes, voir Kodjo (homonymie).
Patrick Kodjo Topou est un acteur français d'origine togolaise. Il est connu pour avoir joué dans les films De l'autre côté du périph et La Cité rose.

## Biographie
Patrick Kodjo Topou, d'origine tchéquo-togolaise, naît à Paris, en 1975. Il effectue des formations de théâtre au conservatoire de Bobigny et à l'École Claude-Mathieu. En 2000, il obtient plusieurs petits rôles au cinéma dans le film Old School de Kader Ayd et Karim Abbou ainsi que dans On fait comme on a dit de Philippe Bérenger et Les Marchands de sable de Pierre Salvadori.
En 2011, il joue le rôle d'Émile dans La Cité rose de Julien Abraham. L'année suivante, il obtient le rôle de Tyson dans le film De l'autre côté du périph de David Charhon.
En 2015, il joue dans l'épisode deux de la web-série La Théorie des balls. En 2017, il joue dans la série Section de recherches, dans l'épisode sept, aux côtés de Stéphane Soo Mongo et Franck Sémonin.

## Filmographie

### Cinéma
- 2000 : Old School de Kader Ayd et Karim Abbou
- 2000 : Baise-moi de Virginie Despentes : Wanted
- 2000 : On fait comme on a dit de Philippe Bérenger : ado pizza
- 2000 : Les Marchands de sable de Pierre Salvadori : Gaby, un dealer
- 2002 : La Cuirasse de Frédéric Provost : Fred
- 2003 : Le Pari de l'amour de Didier Aufort : Guy
- 2003 : L'Esquive de Abdellatif Kechiche : un policier
- 2005 : Exes de Martin Cognito : le médecin légiste
- 2011 : La Cité rose de Julien Abraham : Émile
- 2012 : Grand Départ de Nicolas Mercier : Homme Dark Vador
- 2012 : De l'autre côté du périph de David Charhon : Tyson
- 2014 : Je suis à vous tout de suite de Baya Kasmi

### Télévision
- 1998 : Un homme en colère : Franck Chapuis
- 2002 : Vu à la télé : un chauffeur de taxi
- 2003 : Léa Parker (épisode la Fac) : l'homme de main
- 2004 : Bin'o Bine
- 2006 : Femmes de loi (épisode La Fille de l'air) : Victor Rousseau
- 2007 : La Commune (3 épisodes) : Moïse Ossomba
- 2008 : La Cité rose : Émile
- 2010 : Trois filles en cavale : un gendarme
- 2013 : France Kbek
- 2014 : Scènes de ménages (1 épisode guest)
- 2015 : Braquo (2 épisodes) : le surveillant
- 2017 : Section de recherches (saison 11, épisode 7) : Hugo
- 2018 : Plus belle la vie : Fred Morizet

### Web-séries
- 2012 : Les Opérateurs (4 épisodes)
- 2015 : La Théorie des balls (épisode 2, Vibrations de balls)

## Doublage

### Série télévisée
- 2021 : Dom : ? ( ? )

### Jeu vidéo
- 2012 : Binary Domain : Roy « Big Bo » Boateng